# زاكاري أندرو جونسون
زاكاري أندرو جونسون (بالإنجليزية: Zachary Scot Johnson)‏ هو كاتب أغاني أمريكي، ولد في 11 يوليو 1982 في راسين في الولايات المتحدة.